# Euploea nagasena
Euploea nagasena är en fjärilsart som beskrevs av Hans Fruhstorfer 1906. Euploea nagasena ingår i släktet Euploea och familjen praktfjärilar. Inga underarter finns listade i Catalogue of Life.